# هاملتون: في مصلحة الأمة
هيملتون: في مصلحة الأمة هو فيلم حركة تم إنتاجه في السويد وصدر في سنة 2012. من بطولة ميكائيل بيرسبراندت وبيرنيلا أوغست وجيسون فليمينغ وديفيد دينك وصبا مبارك.
الفيلم ضمن سلسلة أفلام بوليسية تحمل اسم «هاميلتون».

## وصلات خارجية
- هاملتون: في مصلحة الأمة على موقع IMDb (الإنجليزية)
- هاملتون: في مصلحة الأمة على موقع روتن توميتوز (الإنجليزية)
- هاملتون: في مصلحة الأمة على موقع نتفليكس (الإنجليزية)
- هاملتون: في مصلحة الأمة على موقع ألو سيني (الفرنسية)
- هاملتون: في مصلحة الأمة على موقع Turner Classic Movies (الإنجليزية)
- هاملتون: في مصلحة الأمة على موقع أول موفي (الإنجليزية)
- هاملتون: في مصلحة الأمة على موقع فيلمافينيتي (الإسبانية)
- هاملتون: في مصلحة الأمة على موقع قاعدة بيانات الأفلام السويدية (السويدية)
- هاملتون: في مصلحة الأمة على موقع قاعدة بيانات الفيلم (الإنجليزية)
- هاملتون: في مصلحة الأمة على موقع ليتربوكسد (الإنجليزية)